# 온실 효과

마우나로아 관측소에서 측정한 대기 이산화탄소 축적량의 키일링 곡선.

온실효과(溫室效果)는 태양의 열이 지구로 들어와서 나가지 못하고 순환되는 현상이다.

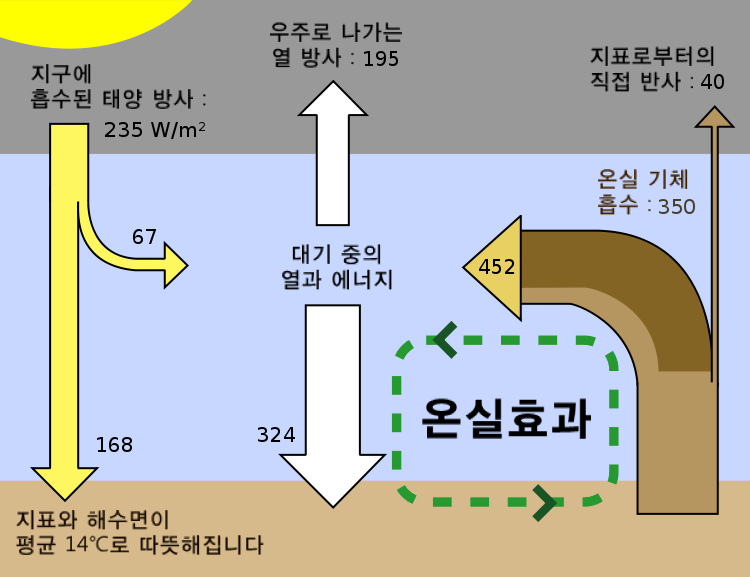
온실 효과

태양에서 방출된 빛 에너지는 지구의 대기층을 통과하면서 일부분은 대기에 반사되어 우주로 방출되거나 대기에 직접 흡수된다. 그리하여 약 50% 정도의 햇빛만이 지표에 도달하게 되는데, 이때 지표에 의해 흡수된 빛 에너지는 열에너지나 파장이 긴 적외선으로 바뀌어 다시 바깥으로 방출하게 된다. 이 방출되는 적외선은 반 정도는 대기를 뚫고 우주로 빠져나가지만, 나머지는 구름이나 수증기, 이산화탄소같은 온실 효과 기체에 의해 흡수되며, 온실 효과 기체들은 이를 다시 지표로 되돌려 보낸다. 이와 같은 작용을 반복하면서 지구를 덥게 하는 것이다.
실제 대기에 의해 일어나는 온실 효과는 지구를 항상 일정한 온도를 유지시켜 주는 매우 중요한 현상이다. 만약 대기가 없어 온실 효과가 없다면 지구는 화성처럼 낮에는 햇빛을 받아 수십도 이상 올라가지만, 반대로 태양이 없는 밤에는 모든 열이 방출되어 영하 100℃ 이하로 떨어지게 될 것이다. 따라서 현재 환경 문제와 관련하여 나쁜 영향으로 많이 거론되는 온실 효과는 그 자체가 문제가 아니라, 일부 온실 효과를 일으키는 기체들이 과다하게 대기 중에 방출됨으로써 야기될지 모르는 이상 고온에 따른 지구 온난화 현상을 이야기하는 것이다.

## 온실 기체 (온실 가스)
온실 기체 중에서 온실효과에 기여하는 정도를 4가지 주요 기체로 분류하였다:
- 수증기: 72%
- 이산화탄소: 9%
- 메테인: 4%
- 오존: 3%

지구 온실 효과에 기여하는, 기체가 아닌 주요 물질인 구름은 적외선 복사를 흡수하고 방출하므로 대기의 방사성 특성에 영향을 준다.
그렇다면 구름은 무엇인가? 구름은 액체 상태에 속한다.

### 이산화탄소
대기 중의 이산화탄소는 매년 그 양이 늘어나고 있다. 인간이 산업화를 진행하면서 사용하게 된 화석연료에 의해 그 양은 크게 늘었다. 1750년 산업혁명이 시작되면서 31%가 늘어나서 2003년에는 376ppm의 양이 대기 중에 존재했다. 이는 남극 빙하 속의 이산화탄소 양을 통해 측정한 과거 65만년 동안의 어느 시대에서보다 높은 양이다. 온실기체로 봤을 때 이산화탄소는 온실효과를 그다지 유발하지 않는 편에 속하며, 같은 농도의 메테인에 비해 20배 정도 그 효과가 약하다..

### 메테인
현재 연간 2억 5천만 톤이 대기 중으로 배출된다. 메테인은 화석연료를 태울 때에도 발생하지만, 비료나 논, 쓰레기더미에서도 발생하고, 심지어는 초식동물이 풀을 소화시킬 때 호흡에서도 발생하는 것으로 알려져 있다. 그렇기 때문에 인구가 늘어나고 식량 생산을 늘려 나가는 과정에서 대기 중에 메테인이 늘어났다고 보는 것이 일반적인 견해이다. 툰드라 지방의 땅이 온난화로 인해 따뜻해지면 메테인을 방출할 것이라는 가설도 있다. 해저에도 메테인가스가 발생한다.

### 수증기
수증기는 대기 중에 대단히 많은 양이 존재하며, 흡수할 수 있는 열량 역시 이산화탄소나 메테인에 비해서도 대단히 크다. 하지만 수증기는 구름을 형성해서 태양빛을 반사할 수도 있기 때문에 실제로 어떻게 수증기가 온실효과에 영향을 미치는지 정확히 알기 어렵다. 또한 대기 중의 수증기량을 인위적으로 제어할 방법은 현재로선 없다.

## 이유
태양의 열은 지구에 들어오면 다시 나가는 것이다. 그 열은 지구 복사열이라 한다. 그러나 온실가스의 증가로 온실가스가 지구를 둘러싸게 되었다. 그 이유로 지구에 막이 생겼으며 태양의 열이 밖으로 나가지 못하게 되는 것이다.
온실가스는 지구의 대기 속에 존재하며, 땅에서 복사되는 에너지를 일부 흡수함으로써 온실효과를 일으키는 기체이다. 대표적인 것으로는 수증기, 이산화탄소, 메테인이 있다. 산업화의 영향으로 화석연료의 연소로 발생된 이산화탄소가 대기 중에 많아지게 됨으로써, 대기 중 온실가스가 늘어나게 되었고, 이에 따라 지구 온난화가 심각한 환경 문제로 대두되게 되었다.

## 같이 보기
- 지구 온난화
- 온실 가스
- 금성의 대기
- 온실 기체 발산량에 따른 나라 목록